# 尹斗壽

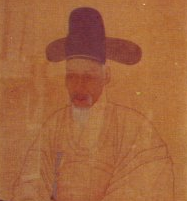
尹斗壽

尹斗壽（：／，1533年—1601年）字子仰，號梧陰，朝鮮王朝中期文臣及性理學者，書藝家。1604年扈聖功臣。他是朝鮮之役時朝鮮朝政的主要人物和西人黨的中堅領袖。尹根壽的親兄，元均的姻戚。他是朝鮮巨儒李滉的門人，李珥、成渾的切親朋友。死後諡號文靖。

## 著作
- 梧陰遺稿
- 箕子誌
- 梧陰雜說:手筆集
- 平壤志[1]

### 畵作
- 留營首陽館延命地圖